# Пшитулы (гмина)
Пшитулы (пол. Przytuły) — сельская гмина (волость) в Польше, входит как административная единица в Ломжинский повет, Подляское воеводство. Население — 2194 человека (на 2011 год). Административный центр гмины — деревня Пшитулы.

## Демография
Данные по переписи 2011 года:
| Перепись            | Всего | Мужчины | Женщины |
| ------------------- | ----- | ------- | ------- |
| Всего               | 2194  | 1085    | 1109    |
| Городское население | 0     | 0       | 0       |
| Сельское население  | 2194  | 1085    | 1109    |

## Поселения
1. Багенице
2. Боравске
3. Хшаново
4. Доливы
5. Гардоты
6. Гжимки
7. Кубра-Пшебудувка
8. Мечки
9. Мрочки
10. Нова-Кубра
11. Обрытки
12. Пеньки-Окопне
13. Пшитулы
14. Пшитулы-Колёня
15. Пшитулы-Ляс
16. Стара-Кубра
17. Супы
18. Тшаски
19. Ваги
20. Вилямово

## Соседние гмины
1. Гмина Грабово
2. Гмина Едвабне
3. Гмина Радзилув
4. Гмина Стависки
5. Гмина Вонсош